# Cynotilapia axelrodi
Cynotilapia axelrodi è una specie di pesci della famiglia dei Ciclidi. È endemica del Malawi. Il suo habitat naturale sono i laghi di acqua dolce.